# Славомір Брайтер
Славомір Брайтер (народився 31 грудня 1963, Познань) — польський астроном, професор Університету імені Адама Міцкевича в Познані, спеціаліст з небесної механіки.

## Біографія
Брайтер отримав докторський ступінь у 1994 році на факультеті фізики, астрономії та прикладної інформатики Університету Миколая Коперника в Торуні, захистивши дисертацію під назвою "Теорія руху Амальтеї - п'ятого супутника Юпітера" (керівник проф. Едвін Внук). У 2002 році, також в Університеті Миколая Коперника, він зробив габілітацію, захистивши дисертацію «Місячно-сонячні резонанси в орбітальному русі штучних супутників». У 2009 році він отримав вчене звання професора фізичних наук.
На факультеті фізики Університету Адама Міцкевича в Познані Брайтер працює повним професором в Астрономічній обсерваторії Познаньського університету. Він проводить заняття з небесної механіки, математичних методів астрономії, динаміки тіл Сонячної системи.
Він має публікації в журналах „Celestial Mechanics and Dynamical Astronomy”, „Astronomy and Astrophysics”, „Monthly Notices of the Royal Astronomical Society”, „Advances in Space Research”. Є членом Міжнародного астрономічного союзу.